# 900 Розалінда
900 Розалінда (900 Rosalinde) — астероїд головного поясу, відкритий 10 серпня 1918 року.
Тіссеранів параметр щодо Юпітера — 3,437.